# Xanthopimpla reicherti
Xanthopimpla reicherti är en stekelart som beskrevs av Krieger 1914. Xanthopimpla reicherti ingår i släktet Xanthopimpla och familjen brokparasitsteklar.

## Underarter
Arten delas in i följande underarter:
- X. r. agricola
- X. r. separata